# Újváros megállóhely
Újváros megállóhely egy Csongrád-Csanád vármegyei vasúti megállóhely, Eperjes és Árpádhalom települések határán, a MÁV üzemeltetésében. Eperjes Újváros (Kiskirályság) nevű külterületi településrészének déli szélén található, közvetlenül a 4642-es út mellett, annak déli, Árpádhalomhoz tartozó oldalán. A megálló a déli oldalon öt tanyát, az északi oldalon 16 ikerházat, két tanyát és egy sertéstelepet szolgál ki.

## Vasútvonalak
A megállóhelyet az alábbi vasútvonalak érintik:
- Kiskunfélegyháza–Orosháza-vasútvonal

## Kapcsolódó állomások
A megállóhelyhez az alábbi állomások vannak a legközelebb:
- Fábiánsebestyén megállóhely
- Gádoros vasútállomás

## Forgalom
| Járat        | Útvonal | Gyakoriság |
| ------------ | --- | ---------- |
| személyvonat | Szentes – Dónát – Pusztatemplom – Fábiánsebestyén – Újváros – Gádoros – Justhmajor – Szentetornya – Gyopárosfürdő – Orosháza | Napi 3 pár |